# Dinklageella scandens
Espèce
Synonymes
- Solenangis saotomensis R.Rice[1]

Dinklageella scandens est une espèce de plantes à fleurs de la famille des Orchidaceae et du genre Dinklageella. C'est une orchidée endémique de l'île de São Tomé.